# Gelballe
Gelballe er en landsby i Sydjylland, beliggende i Skanderup Sogn vest for Kolding. Byen ligger i Kolding Kommune, tilhører Region Syddanmark og omfatter omkring 20 huse.
Bebyggelsen blev grundlagt da Christian 4. i 1617 inviterede jødiske forretningsmænd, som ingen rigtigt brød sig om på det tidspunkt, til Danmark, da der var stor mangel på folk med deres evner i Danmark. Jøderne ønskede at holde sammen, så kongen gav dem den forladte gård Gelballe, hvor jøderne grundlagde byen af samme navn.[kilde mangler]
Den verdensberømte, danske lingvist, Holger Pedersen, blev født i Gelballe.
|  | Denne artikel om lokaliteten Gelballe kan blive bedre, hvis der indsættes et (bedre) billede. Du kan hjælpe ved at afsøge Wikimedia Commons for et passende billede eller lægge et op på Wikimedia Commons med en af de tilladte licenser og indsætte det i artiklen. |

55°29′12.49″N 9°21′12.58″Ø / 55.4868028°N 9.3534944°Ø